# Die Schuld (Müllner)
Die Schuld ist ein Trauerspiel in vier Akten von Adolph Müllner. Es wurde am 27. April 1813 am Wiener Burgtheater uraufgeführt und 1816 bei Göschen in Leipzig gedruckt und erlebte danach mehrere Neuauflagen. Das Trauerspiel ist ein prototypischer Vertreter des Schicksalsdramas, das als Genre zwischen 1810 und 1830 sehr populär war.

## Inhalt
Die Handlung beschränkt sich zeitlich auf einen Tag und örtlich auf das in Skandinavien befindliche Schloss des Grafen Hugo Oerindur.

### Erster Akt
Elvire (eine angeheiratete Spanierin) wartet bang auf die Rückkehr ihres Mannes Hugo von der Jagd. Ihre Harfe fällt ihr aus der Hand und eine Saite reißt, was sie als schlechtes Omen interpretiert. Jerta, Hugos Schwester, versucht Elvire zu beruhigen. Elvire hat schon einmal einen Gemahl verloren, Karlos, den Vater ihres Sohnes Otto. Elvire gibt zähneknirschend zu, dass sie Hugo schon kannte und liebte, als Karlos noch am Leben war. Es treffen Spanier im Schloss ein und Reitknecht Holm berichtet unterdessen, dass Hugo trotz prekärem Kampf bravourös ein Wildschwein erlegt hat.

### Zweiter Akt
Hugo ist in Skandinavien erzogen, aber in Spanien geboren worden. Darauf führt er es zurück, dass sein Gemüt zwischen nordischer Kälte und südländischer Hitze schwankt. Hugo enthüllt Jerta, dass er nicht ihr leiblicher Bruder sei. Der eigentliche Sohn ihrer Eltern Edwin und Hanna sei in Spanien verstorben. An seiner statt hat Jertas Mutter Hugo angenommen, einen spanischen Jungen, der von seiner Mutter weggegeben worden ist. Dieser Umstand wurde vor Jertas Vater zunächst geheim gehalten, der ihn dann aber bei seinem Tod zum rechtmäßigen Erben des Hauses Oerindur erklärte. Als Erwachsenen zog es Hugo in seine spanische Heimat, wo er der zunächst noch verheirateten Elvire begegnete, mit der er schließlich in den Norden zurückkehrte. Hugo und Elvire erinnern sich schaudernd daran, dass heute der Todestag ihres ersten Mannes Karlos ist, der angeblich Selbstmord begangen habe. Der eingetroffene spanische Besucher Don Valeros entpuppt sich dann überraschend als Karlos’ Vater, der einige Jahre Gouverneur in Westindien war, inzwischen aber nach Europa zurückgekehrt ist. Er glaubt nicht an den Selbstmord seines Sohnes Karlos und ist auf der Suche nach dem wahren Schuldigen.

### Dritter Akt
Der kleine Otto berichtet seinem Großvater Valeros, dass sein Vater Karlos und Hugo die besten Freunde waren und dass Hugo ihm sogar einmal das Leben rettete, dass beide aber mitunter einander auch zürnten. Valeros hegt bereits einen Verdacht gegen Hugo, aber nach einem Gespräch mit ihm ist er von dessen wahrer Freundschaft zu seinem Sohn überzeugt. Während alle Hauptcharaktere anwesend sind, erzählt Valeros die Geschichte von einer Spanierin namens Laura, die einer bettelnden Zigeunerin eine Gabe verweigerte, woraufhin ihr für ihre Kinder Schlimmes prophezeit wurde. Aus Angst, ihr zweitgeborener Sohn könne tatsächlich ihrem ersten schaden, gibt sie ihn (der ursprünglich den Namen Otto trug) an eine deutsche Gräfin und erzählt ihrem Mann (der Valeros selbst ist, wie sich herausstellt), dass der Sohn gestorben sei. Nun kommt heraus, dass Hugo in Wirklichkeit Valeros’ leiblicher Sohn ist. Daraufhin ist Hugo plötzlich bestürzt und bezeichnet sich als Kain. Er gibt zu, Karlos ermordet zu haben, was ihn nach dem Bericht von Valeros zu einem Brudermörder macht.

### Vierter Akt
Elvire bekennt gegenüber Jerta, dass auch sie Mitschuld trage, denn sie habe Hugo gereizt und sich mit ihm eingelassen und ihn außerdem mittelbar auf Karlos angesetzt. Der verzweifelte Hugo erwägt, sein Leben im Kampf gegen das feindliche Heer einzusetzen, das gerade das Königreich angreift. Gerade als er sich wieder halbwegs besonnen hat, erscheint Valeros und möchte seinen Sohn Karlos rächen, indem er Hugo zum Zweikampf herausfordert. Elvire geht aber dazwischen. Die drei bekennen ihren Anteil an der Schuld für das tragische Geschehen und versöhnen sich, Valeros und Hugo umarmen sich als Vater und Sohn. Sie beschließen gemeinschaftlich, nach Spanien zurückzukehren, um Frieden zu finden. Als Valeros die beiden jedoch allein lässt, begehen Elvire und Hugo Selbstmord.

## Rezeption
Die Schuld war für Heinrich Heine eine literarische Inspiration, wie er in einem Brief an den Autor vom 30. Dezember 1821 mitteilt:
„Wenn ich Dichter geworden bin, so war Ew Wohlgb [Euer Wohlgeboren] Schuld schuld dran. Diese war mein Lieblingsbüchlein, und ich hatte dieses so lieb, daß ich es als Liebesgeschenk der Geliebten verehrte. Schreiben Sie auch so etwas, sagte die Holde mit spöttischem Tone.“
Bis weit ins 20. Jahrhundert sprichwörtlich bekannt war ein Verspaar aus dem 2. Akt:
„Und erklärt mir, Örindur, [var. Erkläret mir, Graf Örindur,] / Diesen Zwiespalt der Natur!“

## Ausgaben
- Die Schuld in der Erstausgabe (Leipzig: Göschen 1816)
- Die Schuld im Volltext bei Zeno.org